# MaK G 761 C
Die Lokomotive MaK G 761 C ist eine dieselhydraulische Lokomotive, die von der Maschinenbau Kiel (MaK) gebaut wurde. Sie war zusammen mit der leistungsstärkeren G 762 C die erste Bauart des 3. Typenprogramms der MaK, das ab 1977 angeboten wurde. Gemeinsam war diesem Programm, dass nicht mehr auch im Schiffbau verwendete langsamlaufende Motoren aus eigener Produktion, sondern schnelllaufende Fremdmotoren eingebaut wurden, bei diesem Modell von MTU. Auch waren die Führerhäuser aus Sicherheitsgründen nicht mehr direkt vom Boden, sondern nur über den Umlauf erreichbar. Die MaK G 761 C hat drei im Rahmen sitzende Achsen, die über Gelenkwellen angetrieben werden. Sie ist mit zwei verschiedenen Motoren mit 470 kW bzw. 500 kW angeboten worden. Sie erreicht eine maximale Geschwindigkeit von bis zu 55 km/h. Ihre Dienstmasse beträgt bis zu 66 t, der Tankinhalt 1.500 l.
Im deutschen Fahrzeugeinstellungsregister ist die Baureihennummern 92 80 0262 für die G 761 C vorgesehen.

## Einsatz
Zwischen 1977 und 1982 wurden 18 Lokomotiven, davon fünf mit dem leistungsschwächeren Motor, gebaut. Die Lokomotiven wurden überwiegend an Werk- und Hafenbahnen, vor allem in die Montanindustrie, geliefert. Allein sieben Loks gingen an die Krupp Stahl AG. Je zwei Loks kauften die Shell AG und die Neusser Eisenbahn. Alle 18 gebauten Lokomotiven befinden sich noch im Einsatz.
| Liste der MaK G 761 C |         |                                      |                                  |                                             |
| Fabriknummer          | Baujahr | Erster Eigentümer                    | Verbleib                         | Anmerkungen                                 |
| 700022                | 1977    | Städtische Häfen Hannover „12“       | Städtische Häfen Hannover „F2“   |                                             |
| 700023                | 1978    | Krupp Stahl AG „KS-WB 631“           | Dortmunder Eisenbahn „730“       |                                             |
| 700024                | 1978    | Krupp Stahl AG „KS-WR 73“            | Sachtleben Chemie „103“          | zwischenzeitlich mkb „V3“                   |
| 700025                | 1978    | Neusser Eisenbahn „II“               | Trasporti Pesanti S.r.l „DH 102“ | Handel via Railtec (Marl)                   |
| 700026                | 1978    | Duisburg-Ruhrorter Häfen „7“         | duisport rail „7“                | 98 80 0262 005-8 D-DPR                      |
| 700027                | 1979    | Krupp Stahl AG „KS-WB 74“            | Dortmunder Eisenbahn „731“       |                                             |
| 700028                | 1979    | Krupp Stahl AG „KS-WB 75“            | Dortmunder Eisenbahn „734“       |                                             |
| 700029                | 1979    | Krupp Stahl AG „KS-WB 76“            | Hoesch Hohenlimburg „735“        | zwischenzeitlich Dortmunder Eisenbahn „735“ |
| 700030                | 1979    | Krupp Stahl AG „KS-WB 77“            | Dortmunder Eisenbahn „732“       |                                             |
| 700031                | 1979    | Krupp Stahl AG „KS-WB 78“            | Dortmunder Eisenbahn „733“       |                                             |
| 700034                | 1979    | Shell, Tanklager Flörsheim „1“       |                                  |                                             |
| 700035                | 1980    | Bayer AG, Brunsbüttel „2“            | Bayer AG, Brunsbüttel „3“        |                                             |
| 700036                | 1980    | Thyssen Edelstahlwerke, Krefeld „11“ | Solvay, Rheinberg „2“            |                                             |
| 700037                | 1980    | Lech-Stahlwerke „3“                  | Lech-Stahlwerke „3“              |                                             |
| 700038                | 1980    | Shell, Raffinerie Godorf „5“         | Shell, Elbe-Mineralölwerke „4“   |                                             |
| 700059                | 1981    | Kali-Transport Gesellschaft „2“      |                                  |                                             |
| 700060                | 1982    | Häfen Düsseldorf „DL 3“              | EAH Eisenbahn Anlagen Handel     | 98 80 0262 017-3 D-BUVL                     |
| 700061                | 1982    | Neusser Eisenbahn „III“              | RheinCargo „DH 103“              |                                             |